# Bata (корвет)
«Bata» — корвет ВМС Экваториальной Гвинеи. Предназначен для патрулирования в исключительной экономической зоне; патрулирования и рыбоохраны во внутренних водах; экологического мониторинга; участия в миротворческих операциях с силами Организации Объединенных Наций; оказание помощи в гуманитарной деятельности (эвакуация населения, медицинская помощь, транспорт прочее). 

## История строительства
Патрульный корабль Bata разработан украинскими специалистами казенного предприятия «Исследовательско-проектный центр кораблестроения» города Николаева под эгидой украинско-британского совместного предприятия Fast Craft Naval Supplies. Построен по проекту патрульного корабля SV-01 (шифр «Касатка», - он же проект OPV-88, шифр «Реклама»).
Фактическое создание корабля Bata осуществлялось заводом MTG Dolphin в Варне. При этом корабль носил фиктивное название Kasatka и номинально строился для литовской фирмы в качестве поисково-спасательного судна. Закладка головного корабля Kasatka была произведена 17 июня 2010 года. По завершении ходовых испытаний борт отбыл в Экваториальную Гвинею в середине октября 2011 года, где позже доставленное вооружение и оборудование украинскими специалистами было установлено на корабль Bata уже в Малабо. Доставленные с Украины вооружение и оборудование устанавливались на Bata уже в Малабо украинскими специалистами (в том числе фирмы «Импульс-2» из Севастополя, занимающейся ремонтом морского вооружения).